# Conus schech
Conus schech é uma espécie de gastrópode do gênero Conus, pertencente à família Conidae.